# Kultsu FC
El Kultsu FC es un equipo de fútbol finlandés de Joutseno, Lappeenranta. Fue fundando en 1941 y actualmente juega en la Kolmonen, cuarta división en Finlandia.

## Historia
Hasta marzo del 2006 el club era conocido como FC Pantterit. El nombre Kultsu se debe al disuelto Joutsenon Kulervo. El club jugó durante la década de los 90 en la Segunda División de Finlandia. En 1999 descendió a la Kakkonen, tras eso se convirtió en un club juvenil hasta el 2006 cuando pasó a ser conocido con su actual nombre. Sus colores rojo y negro son en alusión a la Provincia histórica de Carelia.